# Stara Kornica (gemeente)
De gemeente Stara Kornica is een landgemeente in het Poolse woiwodschap Mazovië, in powiat Łosicki.
De zetel van de gemeente is in Stara Kornica.
Op 30 juni 2004 telde de gemeente 4989 inwoners.

## Oppervlakte gegevens
In 2002 bedroeg de totale oppervlakte van gemeente Stara Kornica 119,33 km², waarvan:
- agrarisch gebied: 82%
- bossen: 12%

De gemeente beslaat 15,46% van de totale oppervlakte van de powiat.

## Demografie
Stand op 30 juni 2004:
| Omschrijving                   | Totaal | Totaal | Vrouwen | Vrouwen | Mannen | Mannen |
| ------------------------------ | ------ | ------ | ------- | ------- | ------ | ------ |
| eenheid                        | aantal | %      | aantal  | %       | aantal | %      |
| inwoners                       | 4989   | 100    | 2470    | 49,5    | 2519   | 50,5   |
| bevolkingsdichtheid (inw./km²) | 41,8   | 41,8   | 20,7    | 20,7    | 21,1   | 21,1   |

In 2002 bedroeg het gemiddelde inkomen per inwoner 1367,51 zł.

## Plaatsen
Czarnoziem, Czeberaki, Dubicze, Grobla, Kazimierzów, Kiełbaski, Kobylany, Kolonia, Koło Jeziorka, Kolonia Kornica, Koszelówka, Malinowo, Mazury, Nowa Kornica, Nowe Szpaki, Pod Bagno, Pod Lasem, Podleśnica, Połoniec, Popławy, Reforma, Rudka, Stara Kornica, Stare Szpaki, Szpaki-Kolonia, Ukazy, Walim, Walimek, Wołowik, Wólka Nosowska, Wólka Nosowska-Kolonia, Wygnanki, Wygon, Wyrzyki, Zabagnie, Zadubicka, Zalesie, Zaszopa.

## Aangrenzende gemeenten
Huszlew, Konstantynów, Leśna Podlaska, Łosice, Platerów, Sarnaki